# Fundacja Rak'n'Roll
Fundacja Rak’n’Roll. Wygraj Życie! (w skrócie Rak’n’Roll) – polska fundacja powstała w 2009 roku z inicjatywy pacjentki onkologicznej i menedżerki Magdaleny Prokopowicz.
Misją organizacji jest poprawa jakości życia osób chorych na raka, zmiana sposobu myślenia o chorobie nowotworowej, profilaktyka chorób oraz promowanie zdrowego stylu życia.

## Historia
Założycielka fundacji, Magdalena Prokopowicz, została zdiagnozowana ok. 2004 roku. Po zachorowaniu poznała przyszłego męża, zaszła w ciążę i dzięki podwójnej mastektomii oraz chemioterapii urodziła zdrowe dziecko. 
W 2009 roku, 5 lat po swoich doświadczeniach z chorobą, Prokopowicz założyła fundację Rak'n'Roll. Nazwę wymyślił Jacek Maciejewski pracujący w agencji reklamowej, który tą nazwą miał na celu stworzenie energetycznego wydźwięku dla fundacji. 
W 2012 roku prezeska Prokopowicz zmarła po kolejnych przerzutach, jednak zdążyła wcześniej wyznaczyć swojego następcę. 
W 2012 roku nowym prezesem został Jacek Maciejewski. W lipcu 2013 roku Maciejewski ustąpił z roli prezesa, ale pozostał członkiem zarządu, natomiast nową prezeską została Katarzyna Kobro-Okołowicz. Aktualnie zarząd fundacji jest trzyosobowy, tworzą go: Jacek Maciejewski, Monika Dąbrowska, Joanna Rokoszewska-Łojko. 

## Cele i kampanie
Jednym z głównych celów fundacji jest zmiana podejścia chorych do nowotworów przez pokazywanie dobrych przykładów i tego, że ważna jest sama walka o poprawę jakości życia. Dla założycielki ważne było również to by zmienić to jak chore osoby są odbierane przez społeczeństwo i jak mówi się o chorobie nowotworowej. 
Fundacja Rak’n’Roll według własnych deklaracji, stara się pomagać kobietom i mężczyznom chorym na różnego rodzaju nowotwory i wspierać ich bliskich. Według statutu z 2017 roku celem jest również wsparcie osób z niepełnosprawnościami i ich rodzin. 
Fundacja prowadzi m.in. znaną akcję pod hasłem „Daj włos!”, w ramach której kobiety mogą oddawać włosy na peruki, które później przekazywane są bezpłatnie dla kobiet po chemioterapii. 
Inną głośną kampanią było „Zbieramy na cycki, nowe fryzury i dragi”, w ramach której Prokopowicz z inną pacjentką onkologiczną, Joanną Sałygą, wystąpiły w klipie, który miał prowokować, ale też wzbudzić uśmiech i refleksję związaną ze zmaganiami kobiet w chorobie. 
Fundacja prowadzi różne akcje i kampanie m.in. „Uczłowieczanie poczekalni onkologicznych”, „Kalendarz Gwiazd”, „Rak’n’Rolling”, „Boskie Matki”, czy związana z rakiem prostaty „Gadaj*Badaj”. 